# Masa Takanashi
Masahiro Takanashi (高梨 将弘, Takanashi Masahiro), né le 22 janvier 1983 à Adachi, est un catcheur japonais, qui travaille actuellement à la Dramatic Dream Team.

## Carrière

### Dramatic Dream Team / DDT Pro-Wrestling (2003–...)
Le 29 novembre, lui, Danshoku Dino et Hikaru Sato battent The Italian Four Horsemen (Antonio Honda, Francesco Togo et Piza Michinoku) et remportent les UWA World Trios Championship, devenant les premiers catcheurs de la Dramatic Dream Team à remporter les ceintures. Le 24 janvier 2010, ils perdent les titres contre Tokyo Gurentai (Fujita, Mazada et Nosawa Rongai).
Le 23 février, il perd contre Harashima et ne remporte pas le KO-D Openweight Championship,.

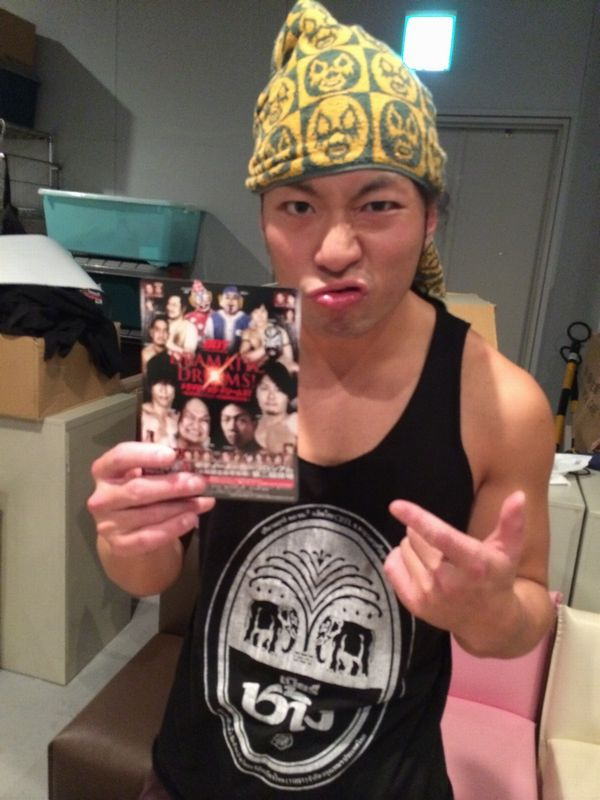
Takanashi en Avril 2014

Le 4 mai, lui, Kudo et Yukio Sakaguchi battent Daisuke Sasaki, Kenny Omega et Kōta Ibushi et remportent les KO-D Six Man Tag Team Championship.
Le 11 décembre, lui, Kudo et Yukio Sakaguchi battent Damnation (Daisuke Sasaki, Mad Paulie et Tetsuya Endo) et remportent les KO-D 6-Man Tag Team Championship pour la cinquième fois. Le 22 janvier 2017, ils perdent les titres contre Kazusada Higuchi, Kouki Iwasaki et Mizuki Watase dans un Three-Way Match qui comprenaient également Antonio Honda, Konosuke Takeshita et Trans-Am★Hiroshi. Le 25 juin, ils battent NωA (Makoto Oishi, Mao et Shunma Katsumata) et remportent les KO-D 6-Man Tag Team Championship pour la sixième fois,.
Lors de Judgement 2022 - DDT 25th Anniversary Show, lui et Chris Brookes battent Disaster-Box (Harashima et Naomi Yoshimura) et remportent les KO-D Tag Team Championship. Lors de April Fool 2022, ils conservent leur titres contre Yuji Hino et Yukio Naya.

## Palmarès
- Dramatic Dream Team
  - 2 fois DDT Extreme Division Championship
  - 18 fois Ironman Heavymetalweight Championship
  - 6 fois KO-D 6-Man Tag Team Championship avec Kudo et Yukio Sakaguchi (actuel)
  - 1 fois KO-D Openweight Championship
  - 2 fois KO-D Tag Team Championship avec Seiya Morohashi (1) et Daisuke Sekimoto (1)
  - 1 fois UWA World Trios Championship avec Danshoku Dino et Hikaru Sato
  - 1 fois DJ Nira World and History's Strongest Championship
  - 1 fois GAY World Anal Championship
  - 1 fois J.E.T. World Jet Championship
  - World Mid Breath Championship
  - KO-D Openweight Championship Contendership Tournament (2011)
  - One Night 6-Man Tag Team Tournament (2017) avec Kudo et Yukio Sakaguchi
  - Right to Challenge Anytime, Anywhere Contract (2012, 2014)
  - MVP Award (2012)

- Gatoh Move Pro Wrestling
  - 1 fois Asia Dream Tag Team Championship avec Emi Sakura (actuel)
  - Gatoh Nueng Climax (2013)

- Ice Ribbon
  - 1 fois International Ribbon Tag Team Championship avec Choun-ko
  - 1 fois Triangle Ribbon Championship
  - Go! Go! Golden Mixed Tag Tournament (2012) avec Kurumi

- Singapore Pro Wrestling
  - 1 fois SPW South East Asian Championship

- Style-E
  - 1 fois Style-E Openweight Championship